# ア・スカイリット・ドライヴ
ア・スカイリット・ドライヴ (A Skylit Drive) は、アメリカ合衆国カリフォルニア州ローダイにて結成された、ポスト・ハードコア・バンドである。

## 略歴
2007年にTragic Hero RecordsよりファーストEP『She Watched The Sky』をリリース。その後、Four Letter Lie、ブレスザフォール、スケアリー・キッズ・スケアリング・キッズ、グリーリー・エステイツ、Oh Sleeper、ザ・ブラックアウト、アレサナ、Before Their Eyes、ダンス・ギャヴィン・ダンスらと共にツアーを行った。
同年11月に、ボーカルのジョーダン・ブレイクが病気のため脱退し、エマロサのジョニー・グレイグが短い間ではあったが代役として加入。さらにその後、Odd Projectのボーカルであったマイケル“ジャグ”ジャグミン がボーカルとしてメンバーに加入した。
2008年5月にファースト・アルバム『ワイアーズ・アンド・ザ・コンセプト・オヴ・ブリージング』をリリースした。このアルバムは、アメリカのBillboard 200チャートにて初登場171位を記録（ビルボードトップ・ヒートシーカーズチャートでは9位に、またインディペンデント・アルバム・チャートでは20位にランクインした）。
2008年12月には、「ヴァンズ・ワープド・ツアー 2009」に参加することが発表された。
大手インディーズ・レーベルのフィアレス・レコードへと移籍し、2009年6月9日にはセカンド・アルバム『アデルフィア』をリリース。Billboard 200チャートにて、前作を大幅に上回る初登場64位を記録した。
2011年2月15日、サード・アルバム『アイデンティティー・オン・ファイヤー』がリリースされた。Billboard 200チャート初登場98位を記録。
2013年9月24日、Tragic Hero Records復帰第一作となるアルバム『ライズ』をリリース。Billboard 200チャート初登場41位を記録。
2014年10月21日、ベースのブライアンとドラムのコリーが音楽性の相違によりバンドの脱退を発表。
2017年3月にボーカルのマイケル・ジャグミンが脱退したことにより、バンドは活動休止を発表した。その後ジャグミンはA Skylit Driveではない奏者と楽曲を制作し、A Skylit Drive名義で楽曲を発表している(他メンバーの許可があるのかは不明)。
2023年4月30日、ジョーダン・ブレイクが死去。
2024年6月、ジョーダン・ブレイクを除くオリジナルメンバーでの楽曲Count Me Outを突如発表。

## メンバー

### 2017年時点
- マイケル・ジャグミン - ボーカル (2008年-)
- カイル・シモンズ - キーボード（2005-）ギター（2012年-2015年）ベース（2015年-）
- ニック・ミラー - ギター（2005年-)
- マイケル・ラベラ - ギター、スクリーム（2015年-)

### 旧メンバー
- ジョーダン・ブレイク - ボーカル (2005年-2007年)　2023年死去
- ジョニー・クレイグ[1] - ボーカル
- ジョーイ・ウィルソン - ギター（2005年-2012年）
- ブライアン・ホワイト - ベース、スクリーム、コーラス(クリーン)（2005年-2014年）
- コリー・ラクエイ - ドラム、コーラス(スクリーム)（2006年-2014年）
- ブランドン・レイジ・リクター - ドラム（2015年）

## ディスコグラフィ

### スタジオ・アルバム
- 『ワイアーズ・アンド・ザ・コンセプト・オヴ・ブリージング』 - Wires...and the Concept of Breathing (2008年、Tragic Hero)
- 『アデルフィア』 - Adelphia (2009年、Fearless)
- 『アイデンティティー・オン・ファイヤー』 - Identity on Fire (2011年、Fearless)
- 『ライズ』 - Rise (2013年、Tragic Hero)
- ASD (2015年、Tragic Hero)

### アコースティック・アルバム
- Rise: Ascension (2015年、Tragic Hero)

### EP
- She Watched the Sky (2007年、Tragic Hero)